# Protomicroides sororius
Protomicroides sororius — викопний вид ос з роду Protomicroides (родина Краброніди). Виявлений у пізньоеоценовому рівненському бурштині (Україна).

## Опис
Основні відмінності нового таксону (роду та триби): відсутність пігідіального поля, псаммофорів і копальних гребенів, не подовжений проподеум з розвиненими латеральними кілями та обмеженим дорсальним полем, напівовальний прескутум з пластинчатою каймою, редуційоване жилкування крил.

## Класифікація
Рід та вид виокремлені в окрему трибу Protomicroidini. Належить до родини Crabronidae, у складі якої нова триба поєднує ознаки декількох триб підродини Crabroninae, і утворює пару сестринських груп із сучасною трибою Oxybelini.